# Seattle Seahawks
A Seattle Seahawks amerikaifutball-csapat az Amerikai Egyesült Államokban, a Washington állambeli Seattle-ben, amely az NFL NFC konferenciájának nyugati csoportjában játszik.

## Története
Seattle néhány befolyásos üzletembere folyamodott az 1970-es évek első felében csapatalapítási engedélyért az NFL vezetőségéhez. A pozitív válasz 1974. június 4-ei dátummal született meg, és Lloyd W. Nordstrom, a klub elnöke az év végén alá is írta az ilyenkor szükséges szerződéseket. Épült a Kingdome fedett stadion, a szurkolók pedig már június 17-én megszavazták a csapat számára a Seahawks (Halászsasok) nevet. Az 1976-os szezonkezdetre készülő csapat tulajdonosa az év elején elhunyt, helyére az öccse, Elmer lépett, a csapat vezetőedzője pedig Jack Patera volt. Igyekeztek ütőképes csapattal kezdeni, és gyorsan lecsaptak a drafton (játékosbörzén) arra a Steve Largentre, aki iránt a jogosult Houston Oilers (ez lett a későbbi Tennessee Titans) nem érdeklődött igazán.
Az 1976-os bemutatkozó szezont az NFC nyugati csoportjában kezdték, és mindössze 2–12-es mutatót tudtak elérni. A gond a védelemmel volt, de Largent már az első idényében 54 elkapást produkált, amivel az NFL harmadik legjobbja volt. A következő idényben átsorolták őket az AFC nyugati csoportjába, és 2001-gyel bezárólag ebben a csoportban szerepeltek (2002-től ismét az NFC nyugati csoportjába osztották be a csapatot). 1977-től már sokkal kiegyensúlyozottabb éveik voltak, 1978-as első pozitív alapszakasz-mutatójuk (9–7) évében pedig Jack Paterát az év edzőjének választották. 1979-ben ugyanolyan mutatót teljesítettek, de ekkor Steve Largent már 1237 yarddal a liga legjobbja volt. A rájátszásba azonban ekkor sem jutottak be, ezért Paterát menesztették, a helyére ideiglenesen a Mike McCormick elnök állt.
1983-ban Chuck Knoxot szerződtették vezetőedzőnek, és olyan jól sikerült a csapat összerázása, hogy az alapszakaszbeli 9–7 után, csoportmásodikként bejutottak a rájátszásba. Ott is szépen szerepeltek: a wild card playoffban megverték a Denver Broncost (31–7), a következő mérkőzésen a Miami Dolphinst (27–20), és csak a főcsoportdöntőben állította meg őket a Los Angeles Raiders (14–30). A jó szereplés 1984-ben is folytatódott (12–4), az irányító Dave Krieg végig kiválóan játszott (3671 yard, 32 touchdownpassz). A rájátszás első fordulójában 13–7-tel visszavágtak a Raidersnek, a következő meccsen azonban 31–10-re kikaptak a Dolphinstól. A szezon végén Chuck Knox az év edzője, Kenny Easley pedig az év védőjátékosa lett.
A csoportelsőséget először 1988-ban sikerült megszerezni (9–7), de a rájátszás már nem sikerült. Az ezt követő időszak közepesre-gyengére sikerült, nem kis részben amiatt, hogy Ken Behring, az új tulajdonos által kinevezett Tom Flores elnök-vezérigazgató (korábbi futballista és edző a Raidersnél) nem fért meg Chuck Knox-szal, és a vezetőedző 1992-ben távozott, visszatért a St. Louis Ramshoz. Ekkor a vezetőedzői posztot is Flores ragadta magához, elküldte Dave Krieget, új irányítókat hozott, de a szezon siralmasra sikeredett, az alapszakaszban összesen csak 140 pontot szereztek, a mutatójuk 2–14 volt. A sorozatos rossz szereplések láttán 1995-re szerződtették Dennis Erickson vezetőedzőt, aki az idényt legalább „döntetlenre” hozta (8–8).
1996 elején bejelentették, hogy Behring Kaliforniába szándékozik költöztetni a franchise-t. A szurkolók megkeresték Paul Allent, a város szülöttét, a Microsoft társalapítóját, hogy segítsen a városban tartani a gárdát. Allen 1997 nyarán 194 millió dollárárt megvette a csapatot. 2002-re felépült a város északkeleti részén a csapat új műfüves pályája, a Seahawks Stadion (2004-ben Qwest Fieldre keresztelték, 2011-ben pedig CenturyLink Fieldre). A stadionban 2003 óta minden mérkőzés előtt felhúzzák a 12-es számmal jelölt zászlót, a tizenkettedik játékos, azaz az odaadó szurkolótábor előtt tisztelegvén. A 2002-es év eseményeihez tartozik még, hogy a Seehawks ismét a régi főcsoportjába, az NFC-be került.
A megújult csapat, Mike Holmgren vezetőedző irányításával azonnal javuló játékot mutatott, és ez eredményekben is megnyilvánult, olyannyira, hogy – bár a Super Bowlba csak egyszer sikerült bejutni – 2003-tól kezdve mindössze háromszor nem jutottak be a rájátszásba, ötször csoportelsők voltak. A csúcs a 2005-ös szezon volt. Az alapszakaszt 13–3-mal nyerték, és Shaun Alexander az alapszakasz MVP-je és legjobb védője lett. A rájátszásban a Washington Redskinst 20–10-re, a Carolina Pantherst 34–14-re verték, és bejutottak a szuperdöntőbe. A mérkőzést 2006. február 5-én rendezték a detroiti Ford Field  stadionban, a nagyszünetbeli műsort, az ún. Halftime show-t a Rolling Stones adta. A szorosan alakuló mérkőzés a negyedik negyedben dőlt el, a Pittsburgh Steelers nyert 21–10-re. A meccs kimenetele azonban azóta is viták tárgyát képezi: míg a bírók a Seahawks szabályos touchdownját nem adták meg, a Steelers egy vitatott szituációt követően szerezte meg a vezetést.
A 2008-as szezon elején Holmgren bejelentette a távozását, de ez a korai bejelentés nem volt szerencsés, mert a megzavarodott csapat csak 4–12-re tudta hozni az alapszakasz-mutatót. 2009-re Jim Morát szerződtették vezetőedzőnek, de ez az idény sem hozott pozitív mutatót, így a 2010-es évet már Pete Carroll-lal kezdték. Vezetésével a csoportjukat nyerve bejutottak a rájátszásba, és az első meccsen 41–36-ra verték a New Orleans Saints csapatát, a következő mérkőzést azonban elvesztették a Chicago Bearsszel szemben (35–24). A 2011-es idény gyengére sikeredett: csak 7–9 volt a mutatójuk.
2014. február 2-án a 48. Super Bowlon a Seattle Seahawks 43–8-ra legyőzte a Denver Broncos csapatát, története során először megszerezve a nemzeti liga első helyét.